# تيار المستقبل
تيار المستقبل هو جمعية سياسية لبنانية أسسها رئيس الوزراء اللبناني الأسبق رفيق الحريري عام 1995، وبعد اغتياله عام 2005 تسلم قيادته نجله النائب سعد الدين الحريري. أعلن عن تحويله إلى تنظيم سياسي في الخامس من أبريل 2009. وهو الممثل الأكبر للطائفة السنية في لبنان بحسب ما فرضه نظام الديمقراطية التوافقية والمحاصصة الطائفية الناتج عن دستور ما بعد الحرب الأهلية أو ما يعرف باتفاق الطائف.

## توجهات الحزب
حسب طلب التأسيس الذي قدم إلى الحكومة اللبنانية فإن غاية التيار هو:
- تجسيد ميثاق العيش المشترك الذي ارتضاه اللبنانيون دستوراً لهم، ويتبنى مقدمة الدستور قولاً وعملاً، ويسعى إلى تحقيق مبادئها ويعلن إيمانه:

1. بحرية وسيادة واستقلال لبنان، وبنهائية الكيان ووحدة الوطن أرضاً وشعباً ومؤسسات في حدوده المعترف بها، وبعروبة لبنان وهويته وانتمائه، وبالتزامه المواثيق العربية والدولية، وبتجسيد الدولة لهذه المبادئ دون استثناء.
2. بالنظام الديمقراطي البرلماني القائم على احترام الحريات العامة، وفي طليعتها حرية الرأي والمعتقد، وعلى العدالة الاجتماعية والمساواة في الحقوق والواجبات بين جميع المواطنين دون تمايز أو تفضيل.
3. بأن الشعب مصدر السلطات وصاحب السيادة يمارسها عبر المؤسسات الدستورية القائمة على مبدأ الفصل بين السلطات وتوازنها وتعاونها، وبالمبادرة الفردية والملكية الخاصة وتوزيع الثروة الوطنية القائمة على الإنماء المتوازن للمناطق ثقافياً واجتماعياً واقتصادياً باعتبارها ركن أساسي من أركان وحدة الدولة واستقرار النظام من ضمن النظام الاقتصادي الليبرالي الحر.
4. بإلغاء الطائفية السياسية وبوحدة أرض لبنان وبحق كل لبناني في الإقامة على أي جزء منها في ظل سيادة القانون ويرفض فرز الشعب والتجزئة والتقسيم والتوطين.

## قطاعات التيار
تتوزع أنشطة التيار على 10 قطاعات وهي:
- شباب المستقبل.
- المرأة .
- مكتب الاغتراب.
- قطاع التربية والتعليم.
- منسقية الإعلام.
- قطاع المهن الحرة.
- رياضيو المستقبل.
- كشافة لبنان المستقبل.
- النقابات العمالية.
- الاقتصاد والاعمال

## الإعلام في تيار المستقبل
لتيار المستقبل وجود إعلامي بارز في لبنان في جميع الأصعدة. ففي عالم التلفزة يملك ثلاث محطات تابعة لتلفزيون المستقبل: محطة أرضية، ومحطة فضائية تبث إلى العالم العربي وأوروبا والاميركيتين، ومحطة إخبارية.
وفي الإعلام الإذاعي يملك التيار إذاعة الشرق التي تبث من بيروت وباريس.
وفي الصحافة المنشورة، يصدر للتيار جريدة المستقبل المنتشرة بين مؤيديه، كما يملك أسهم في صحف لبنانية أخرى مثل جريدة النهار وجريدة اللواء من دون أن يملك حق توجيه سياستهم. كما إن له وجود فاعل على الإنترنت من خلال صفحات الويب التابعة للوسائل الإعلامية السابقة الذكر بالإضافة لموقعه الرسمي والعديد من المواقع الحليفة مثل موقع لبنان الآن وموقع 14 آذار.

## كتلة التيار النيابية
حصد تيار المستقبل عدداً كبيراً من النواب عام 2005 كما كان لتحالف 14 آذار حصة كبيرة من المجلس. تابع تيار المستقبل نجاحه وحصل على 35 نائباً من أصل 128 عام 2009 أي ما يفوق ربع المجلس النيابي. وفي عام 2018، أُجريت الانتخابات وفقاً للقانون النسبي، ممّا قلص كتلة المستقبل حتى أصبحت تضمّ 21 نائباً.